# Vogošća (kommun)
Vogošća är en kommun i Bosnien och Hercegovina.   Den ligger i entiteten Federationen Bosnien och Hercegovina, i den centrala delen av landet, strax norr om huvudstaden Sarajevo. Antalet invånare är 32 500. Arean är 72 kvadratkilometer.